# 千葉胤将 (九州千葉氏)
千葉 胤将（ちば たねまさ、生没年不詳）は、室町時代の武将。九州千葉氏の第9代当主千葉胤紹の四男。
幼少時に出家したが、兄胤朝と仲違いした家臣に擁立され還俗、胤将と名乗り胤朝と戦火を交え牛頭山城に追い込んだ。だが、九州の戦乱を心配した将軍足利義政の仲介で和睦し城攻めは中止された。しかし和睦を無視して夜襲をかけた胤朝に敗れ、大宰府に胤朝追討を乞うが容れられず、刺客を放って胤朝を暗殺、行方をくらました。